# René de Chazet
René de Chazet (París, 23 de octubre de 1774-ibídem, 23 de agosto de 1844) fue un novelista, poeta y dramaturgo francés.

## Biografía
Hijo de un embajador en Nápoles, lo acompañó a Italia en 1792 y no regresó hasta 1797. Colaboró con varios periódicos y se hizo famoso por sus obras de teatro, escritas muchas de ellas en colaboración con Charles-Augustin Sewrin. Estas, un total de 436, se representaron sobre los tablones más importantes del París del siglo XIX: el Théâtre des Variétés, la Comédie-Française o el Théâtre du Vaudeville.
En 1808 ganó un premio de la Academia francesa con su Éloge de Pierre Corneille. Asimismo, en 1814, el rey Luis XVIII le asignó una pensión y lo nombró caballero de la Legión de Honor y su bibliotecario, cargo que ocupó hasta 1830, cuando el régimen cayó.

### Citas
1. ↑  René de Chazet (1774-1844). Biblioteca Nacional de Francia. Consultado el 27 de julio de 2018.